# Paralakhemundi
Paralakhemundi es una ciudad y municipio situada en el distrito de Gajapati en el estado de Odisha (India). Su población es de 46272 habitantes (2011). Se encuentra a 273 km de Bhubaneswar.

## Demografía
Según el censo de 2011 la población de Paralakhemundi era de 46272 habitantes, de los cuales 23185 eran hombres y 23087 eran mujeres. Paralakhemundi tiene una tasa media de alfabetización del 81,61%, superior a la media estatal del 72,87%. 